# Bulbine cremnophila
Bulbine cremnophila är en grästrädsväxtart som beskrevs av Van Jaarsv. Bulbine cremnophila ingår i släktet bulbiner, och familjen grästrädsväxter. Inga underarter finns listade i Catalogue of Life.